# Chất tạo khói
Chất tạo khói là hợp chất hoặc hỗn hợp các chất được dùng để tạo ra các màn khói do quá trình thăng hoa ở nhiệt độ cao và ngưng tụ trong không khí.

## Lịch sử
Thời kì sơ khai, để tạo màn khói, người ta thường đốt các chất tạo khói như củi, lá cây, mùn cưa, giẻ tẩm dầu... Khi ngành công nghiệp hóa chất phát triển, các chất tạo khói được sản xuất từ các chất vô cơ và hữu cơ. Lúc đầu chỉ là chất tạo khói mù, che sự quan sát của đối phương. Do sự phát triển của khoa học quân sự, nhất là về các loại vũ khí, trang bị và phương thức tác chiến, để đáp ứng cho chiến tranh, chất tạo khói cũng phải phát triển để chống được vũ khí công nghệ cao, có thời gian tồn tại lâu trong môi trường, bảo đảm đủ mật độ khói trong thời gian quy định, thực hiện được các mục đích quân sự khác nhau.

## Phân loại

### Theo phương pháp tạo khói
- Nhóm 1 là các chất sinh khói do kết quả của phản ứng với hơi nước và ôxi trong không khí, đại diện nhóm này có photpho trắng, photpho trắng tự bốc cháy trong không khí tạo ra các hạt khói trắng gồm các hạt xon khí của axit photphoric với mức độ hydrat hóa (ngậm nước) khác nhau.
- Nhóm 2 là các chất sinh khói do phản ứng với hơi nước trong không khí, nhóm này có anhydrit sunfuric, oleum (SO3 trong axit sunfuric), C4 hay FS (anhydrit sunfuric hòa tan trong closunfuric), các clorua kim loại, á kim (TiCl4 - titan clorua, SnCl4- thiếc clorua, SiCl4- Silic clorua...), là các chất lỏng dễ bay hơi, về bản chất hóa học đó là các anhydrit hoặc cloanhydrit của các axit vô cơ.
- Nhóm 3 là các chất tạo khói sinh ra do bay hơi hoặc thăng hoa, gồm các chất rắn hay lỏng khó bay hơi, ví dụ: amoni clorua (NH4Cl), antraxen, bitum, naptalen, hắc ín, madut, điêzen; các chất này khi đun nóng sẽ bay hơi hay thăng hoa vào khí quyển tạo thành khói.
- Nhóm 4 là các chất tạo khói được tạo thành và tự thăng hoa do kết quả của các quá trình gia nhiệt, gồm có các hỗn hợp clorua kim loại mà thành phần của chúng gồm kim loại dưới dạng bột (kẽm, sắt...) hoặc ôxit kim loại sinh ra khi các clorua bay hơi và các hiđrôcacbon thế polyclo (tetra clorua màu CCl4, hecxacloetan C2Cl6).

### Theo trạng thái của Chất tạo khói
- Chất tạo khói thể rắn là các chất hay hỗn hợp tồn tại ở thể rắn, như: photpho trắng (WP), antraxen, clorua kim loại, CS...
- Chất tạo khói thể lỏng tồn tại ở dạng lỏng như hỗn hợp C4 (SO4HSO2Cl), hỗn hợp các sản phẩm dầu mỏ có nhiệt độ sôi cao: dầu cốc, dầu DFO, dung dịch OC-1.

### Theo đặc tính của màn khói và mục đích sử dụng
- Chất tạo khói ngụy trang không gây bệnh lí cho người, động vật, môi trường sinh thái, dùng để tạo màn khói che phủ các mục tiêu và nghi binh đánh lừa đối phương, hạn chế tác dụng của các loại vũ khí điều khiển bằng lade, vô tuyến, hồng ngoại, thường dùng hỗn hợp khói antraxen, C4, dầu tạo khói, khói clorua kim loại; khói màu (tín hiệu) thường dùng các loại phẩm nhuộm hữu cơ có khả năng thăng hoa, ngưng tụ tạo thành khói màu, như hợp chất rodamin C (màu đỏ), anramin (vàng), metilen (xanh)...
- Chất tạo khói độc gây mất sức chiến đấu hoặc làm trở ngại hành động chiến đấu của đối phương, dùng để giải tán đám đông, chống bạo loạn, thường là chất cloraxetophenon (CN), adamxit (DM) và octoclorobenralmalonodinitrin (CS).

### Theo nguồn gốc
- Chất tạo khói có nguồn gốc từ các hợp chất vô cơ (photpho trắng, NH4Cl3, hỗn hợp khói SO3. HSO3Cl4)
- Chất tạo khói từ các hợp chất hữu cơ (antraxen, các loại phẩm nhuộm hữu cơ, các loại khói độc)
- Chất tạo khói từ dầu mỏ (DFO, dầu cốc trong hỗn hợp dầu điêzen. DS No1.DS No56).

## Một số chất tạo khói
Một số chất tạo khói chủ yếu: photpho trắng, hỗn hợp khói C4 (hỗn hợp anhydric sunfuric trong axit sunfuric (oleum) và trong axit clorsunfori), titan clorua (TiCL4), hỗn hợp tạo khói antraxen. 
- Photpho trắng là một chất dẻo như sáp, mùi tỏi, được sử dụng rộng rãi, photpho trắng đã sử dụng ôxi và hơi nước trong không khí, khả năng tạo khói gấp 7 lần khối lượng của nó (tức là khói gồm 85,7% các phân tử của không khí và 14,3% là chất tạo khói). Khói photphoric (H3PO4) ít độc và ít làm hư hại quân trang, quân dụng. Nhược điểm là khi màn khói tạo ra làm không khí nóng, dẫn đến hiện tượng đối lưu trong màn khói gây ảnh hưởng đến khả năng lan truyền của màn khói và tồn tại trên mặt đất lâu.
- Chất tạo khói anhydric sunfuric trong axit sunfuric (oleum) và trong axit clorsunforic, khả năng tạo khói của các dung dịch này dựa trên cơ sở bay hơi của SO3 từ các dung dịch đó. Anhydric sunfuric kết hợp với hơi nước trong không khí tạo thành những hạt xon khí - axit sunfuric (H2SO4). Do hút ẩm, các hạt H2SO4 lớn dần, nhưng không vượt quá kích thước hạt xon khí nên tạo thành màn sương đậm đặc. Khả năng tạo khói thấp hơn so với WP.
- Chất tạo khói titan clorua (TiCl4), kí hiệu FM là chất lỏng không màu, tự bốc khói trong không khí gây ăn mòn kim loại. TiCL4 trong công nghiệp là chất lỏng màu xám hay vàng, hơi TiCl4 hóa hợp với hơi nước trong không khí tạo thành các hạt xon khí - sản phẩm của quá trình thủy phân tetraclorua titan. Lúc đầu TiCl4 hóa hợp với hơi nước tạo ra các hạt khói penta hydrat (TiCl4.5H2O), sau đó diễn ra phản ứng thủy phân bên trong phân tử để sinh ra các oxyclorua titan và cuối cùng là axit titanic hydrat hóa (Ti(OH)4H2O) tạo ra khói màu trắng đậm đặc có lẫn một lượng nhỏ hiđrô clorua. Thành phần hạt khói phụ thuộc nhiều vào độ ẩm không khí và vào “tuổi” của hạt khói tồn tại trong không khí.
- Hỗn hợp tạo khói antraxen: khi cháy amoni clorua phân li thành amoni và hiđrô clorua. Trong không khí các sản phẩm phân li nguội dần và kết hợp lại với nhau tạo thành hạt khói NH4Cl (amoni clorua). Các hạt này thể rắn hấp thụ hơi nước trong không khí (trên 88%) tạo thành các hạt khói.

## Hiện thực
Chất tạo khói được nhồi vào đạn, bom, mìn… hoặc trong thiết bị tạo khói. Quân đội các nước hiện đang sử dụng các chất tạo khói: photpho trắng, anhydric sunfuric trong axit sunfuric và trong axit clorsunforic, titan clorua, silic clorua, thiếc clorua, hỗn hợp tạo khói antraxen, hỗn hợp dầu tạo khói.
Trong QĐNDVN đang sử dụng chất tạo khói do Liên Xô và Nga sản xuất như: photpho trắng, anhydric sunfuric trong axit sunfuric và trong axit clorsunforic, hỗn hợp tạo khói antraxen và hỗn hợp tạo khói antraxen do Việt Nam sản xuất từ sản phẩm than cốc.
Trong những năm gần đây, chất tạo khói phát triển theo hướng đối phó với sự xuất hiện của vũ khí chính xác và phương tiện trinh sát hiện đại như: Chất tạo khói tạo màn khói giống hệt nền địa hình; tạo màn khói bán trong suốt, hoạt động trong màn khói phải được trang bị phương tiện nhìn đặc biệt; tạo màn khói từ các hạt chất dẻo, kim loại giống như vật liệu phức tạp của máy bay tàng hình.